# Delavalia magnacaudata
Delavalia magnacaudata is een eenoogkreeftjessoort uit de familie van de Miraciidae. De wetenschappelijke naam van de soort is voor het eerst geldig gepubliceerd in 1928 door Monard.